# Стрільба з лука на літніх Олімпійських іграх 2016 — кваліфікація
Загалом під час кваліфікації розігрувалось 128 місць для лучників на Олімпійських іграх 2016: 64 для чоловіків і 64 для жінок.
Кожен НОК може бути представлений не більш як шістьма учасниками, по три кожної статі. Розігрувалось по 12 командних місць кожної статі. Кожна команда складається з трьох осіб. Таким чином 36 учасників потрапили через командний відбір. Ці спортсмени також можуть взяти участь в індивідуальних змаганнях. Всі інші країни можуть виставити в індивідуальних змаганнях не більш як по одному спортсмену кожної статі.
Шість місць гарантовані Бразилії як країні господарці, і ще шість розподілились за запрошенням тристоронньої комісії. Решту 116 місць розподілились у ході кваліфікаційного відбору, в якому лучники завойовували місця для своїх НОК, але не обов'язково для себе.
Щоб мати право виступити на Олімпіаді, після того як НОК здобула квоту, всі лучники повинні були виконати мінімальні кваліфікаційні нормативи (MQS):
- Чоловіки: 70 метрів — 630
- Жінки: 70 метрів — 600

Потрібно було виконати MQS на проміжку від 26 липня 2015 (початок Чемпіонату світу 2015) до 11 липня 2016, на одному зі змагань Міжнародної федерації стрільби з лука.

## НОК, що здобули квоти
| Країна                         | Чоловіки      | Чоловіки | Жінки         | Жінки    | Загалом     |
| Країна                         | Індивідуальні | Командні | Індивідуальні | Командні | Спортсменів |
| ------------------------------ | ------------- | -------- | ------------- | -------- | ----------- |
| Австралія (AUS)                | 3             | X        | 1             |          | 4           |
| Австрія (AUT)                  |               |          | 1             |          | 1           |
| Азербайджан (AZE)              |               |          | 1             |          | 1           |
| Бангладеш (BAN)                |               |          | 1             |          | 1           |
| Білорусь (BLR)                 | 1             |          |               |          | 1           |
| Бельгія (BEL)                  | 1             |          |               |          | 1           |
| Бутан (BHU)                    |               |          | 1             |          | 1           |
| Бразилія (BRA)                 | 3             | X        | 3             | X        | 6           |
| Канада (CAN)                   | 1             |          | 1             |          | 2           |
| Чилі (CHI)                     | 1             |          |               |          | 1           |
| Китай (CHN)                    | 3             | X        | 3             | X        | 6           |
| Колумбія (COL)                 | 1             |          | 3             | X        | 4           |
| Куба (CUB)                     | 1             |          |               |          | 1           |
| Домініканська Республіка (DOM) |               |          | 1             |          | 1           |
| Єгипет (EGY)                   | 1             |          | 1             |          | 2           |
| Естонія (EST)                  |               |          | 1             |          | 1           |
| Фіджі (FIJ)                    | 1             |          |               |          | 1           |
| Фінляндія (FIN)                | 1             |          | 1             |          | 2           |
| Франція (FRA)                  | 3             | X        |               |          | 3           |
| Грузія (GEO)                   |               |          | 3             | X        | 3           |
| Німеччина (GER)                | 1             |          | 1             |          | 2           |
| Греція (GRE)                   |               |          | 1             |          | 1           |
| Велика Британія (GBR)          | 1             |          | 1             |          | 2           |
| Індія (IND)                    | 1             |          | 3             | X        | 4           |
| Індонезія (INA)                | 3             | X        | 1             |          | 4           |
| Іран (IRI)                     |               |          | 1             |          | 1           |
| Італія (ITA)                   | 3             | X        | 3             | X        | 6           |
| Кот-д'Івуар (CIV)              | 1             |          |               |          | 1           |
| Японія (JPN)                   | 1             |          | 3             | X        | 4           |
| Казахстан (KAZ)                | 1             |          | 1             |          | 2           |
| Кенія (KEN)                    |               |          | 1             |          | 1           |
| Лівія (LBA)                    | 1             |          |               |          | 1           |
| Малаві (MAW)                   | 1             |          |               |          | 1           |
| Малайзія (MAS)                 | 3             | X        |               |          | 3           |
| Мексика (MEX)                  | 1             |          | 3             | X        | 4           |
| Молдова (MDA)                  |               |          | 1             |          | 1           |
| Монголія (MGL)                 | 1             |          |               |          | 1           |
| М'янма (MYA)                   |               |          | 1             |          | 1           |
| Непал (NEP)                    | 1             |          |               |          | 1           |
| Нідерланди (NED)               | 3             | X        |               |          | 3           |
| Північна Корея (PRK)           |               |          | 1             |          | 1           |
| Норвегія (NOR)                 | 1             |          |               |          | 1           |
| Польща (POL)                   |               |          | 1             |          | 1           |
| Росія (RUS)                    |               |          | 3             | X        | 3           |
| Словаччина (SVK)               | 1             |          | 1             |          | 2           |
| Південна Корея (KOR)           | 3             | X        | 3             | X        | 6           |
| Іспанія (ESP)                  | 3             | X        | 1             |          | 4           |
| Швеція (SWE)                   |               |          | 1             |          | 1           |
| Китайський Тайбей (TPE)        | 3             | X        | 3             | X        | 6           |
| Таїланд (THA)                  | 1             |          |               |          | 1           |
| Тонга (TGA)                    | 1             |          | 1             |          | 2           |
| Туреччина (TUR)                | 1             |          | 1             |          | 2           |
| Україна (UKR)                  | 1             |          | 3             | X        | 4           |
| США (USA)                      | 3             | X        | 1             |          | 4           |
| Венесуела (VEN)                | 1             |          | 1             |          | 2           |
| Зімбабве (ZIM)                 | 1             |          |               |          | 1           |
| Загалом: 56 NOCs               | 64            | 12       | 64            | 12       | 128         |

## Графік кваліфікації
| Змагання                                     | Дата                     | Місце      |
| -------------------------------------------- | ------------------------ | ---------- |
| Чемпіонат світу зі стрільби з лука 2015      | 27 липня — 2 серпня 2015 | Копенгаген |
| Чемпіонат Азії зі стрільби з лука 2015       | 1–9 листопада 2015       | Бангкок    |
| Чемпіонат Африки зі стрільби з лука 2016     | 28–31 січня 2016         | Віндгук    |
| Чемпіонат Океанії зі стрільби з лука 2016    | 8–16 квітня 2016         | Нукуалофа  |
| Панамериканський кваліфікаційний турнір 2016 | 8–9 травня 2016          | Медельїн   |
| Чемпіонат Європи зі стрільби з лука 2016     | 23–29 травня 2016        | Ноттінгем  |
| Кубок світу 2016                             | 13–18 червня 2016        | Анталья    |

## Чоловічі змагання
| Змагання                                                         | Місце      | Спортсменів на НОК | Місць загалом | Країни, що кваліфікувались |
| ---------------------------------------------------------------- | ---------- | ------------------ | ------------- | --- |
| Країна-господарка                                                | —          | 3                  | 3             | Бразилія (BRA) |
| Чемпіонат світу зі стрільби з лука 2015 — командні змагання      | Копенгаген | 3                  | 24            | Австралія (AUS) Китай (CHN) Італія (ITA) Південна Корея (KOR) Нідерланди (NED) Іспанія (ESP) Китайський Тайбей (TPE) США (USA) |
| Чемпіонат світу зі стрільби з лука 2015 — індивідуальні змагання | Копенгаген | 1                  | 7*            | Канада (CAN) Колумбія (COL) Німеччина (GER) Індія (IND) Японія (JPN) Україна (UKR) Венесуела (VEN)                             |
| Чемпіонат Азії зі стрільби з лука 2015                           | Бангкок    | 1                  | 2*            | Монголія (MGL) Казахстан (KAZ)                                                                                                 |
| Чемпіонат Африки 2016                                            | Віндгук    | 1                  | 3             | Єгипет (EGY) Зімбабве (ZIM) Кот-д'Івуар (CIV)                                                                                  |
| Чемпіонат Океанії 2016                                           | Нукуалофа  | 1                  | 2             | Фіджі (FIJ) Тонга (TGA) |
| Панамериканський чемпіонат 2016                                  | Медельїн   | 1                  | 3             | Мексика (MEX) Сальвадор (ESA)[a] Чилі (CHI) Куба (CUB)                                                                         |
| Чемпіонат Європи 2016                                            | Ноттінгем  | 1                  | 3             | Туреччина (TUR) Фінляндія (FIN) Велика Британія (GBR)                                                                          |
| Кубок світу 2016, командна першість                              | Анталья    | 3                  | 9             | Індонезія (INA) Франція (FRA) Малайзія (MAS)                                                                                   |
| Кубок світу 2016, індивідуальна першість                         | Анталья    | 1                  | 5*            | Білорусь (BLR) Бельгія (BEL) Норвегія (NOR) Словаччина (SVK) Таїланд (THA)                                                     |
| Запрошення тристоронньої комісії                                 |            | 1                  | 3             | Лівія (LBA) Малаві (MAW) Непал (NEP)                                                                                           |
| Загалом                                                          | Загалом    | Загалом            | 64            | |

* Спочатку на чемпіонаті світу розігрувалось 8 індивідуальних місць і ще 3 на чемпіонаті Азії. Серед тих, хто виборов ці місця, були спортсмени Індонезії та Малайзії. Але потім ці країни завоювали командні путівки на кубку світу, таким чином звільнивши два місця, що були розіграні там само.

## Жіночі змагання
| Змагання                                                         | Місце      | Спортсменок на НОК | Місць загалом | Країни, що кваліфікувались                                                                                      |
| ---------------------------------------------------------------- | ---------- | ------------------ | ------------- | --- |
| Країна-господарка                                                | —          | 3                  | 3             | Бразилія (BRA)                                                                                                  |
| Чемпіонат світу зі стрільби з лука 2015 — командні змагання      | Копенгаген | 3                  | 24            | Китай (CHN) Колумбія (COL) Грузія (GEO) Індія (IND) Японія (JPN) Південна Корея (KOR) Мексика (MEX) Росія (RUS) |
| Чемпіонат світу зі стрільби з лука 2015 — індивідуальні змагання | Копенгаген | 1                  | 5*            | Австрія (AUT) Німеччина (GER) Індонезія (INA) Польща (POL) США (USA)                                            |
| Чемпіонат Азії зі стрільби з лука 2015                           | Бангкок    | 1                  | 3             | Північна Корея (PRK) Іран (IRI) Казахстан (KAZ)                                                                 |
| Чемпіонат Африки зі стрільби з лука 2015                         | Віндгук    | 1                  | 2             | Кот-д'Івуар (CIV) Єгипет (EGY) Кенія (KEN)                                                                      |
| Чемпіонат Африки зі стрільби з лука 2016                         | Нукуалофа  | 1                  | 2             | Австралія (AUS) Тонга (TGA)                                                                                     |
| Панамериканський чемпіонат 2016                                  | Медельїн   | 1                  | 3             | Венесуела (VEN) Канада (CAN) Домініканська Республіка (DOM)                                                     |
| Чемпіонат Європи 2016                                            | Ноттінгем  | 1                  | 3             | Туреччина (TUR) Словаччина (SVK) Азербайджан (AZE)                                                              |
| Кубок світу 2016, командна першість                              | Анталья    | 3                  | 9             | Україна (UKR) Італія (ITA) Китайський Тайбей (TPE)                                                              |
| Кубок світу 2016, індивідуальна першість                         | Анталья    | 1                  | 7*            | Естонія (EST) Фінляндія (FIN) Велика Британія (GBR) Молдова (MDA) Іспанія (ESP) Швеція (SWE) Греція (GRE)       |
| Запрошення тристоронньої комісії                                 |            | 1                  | 3             | Бангладеш (BAN) Бутан (BHU) М'янма (MYA)                                                                        |
| Загалом                                                          | Загалом    | Загалом            | 64            | |

* Спочатку на чемпіонаті світу розігрувалось 8 індивідуальних місць. Серед тих, хто виборов ці місця, були спортсмени України, Італії та Китайського Тайбею. Але потім ці країни завоювали командні путівки на кубку світу, таким чином звільнивши три місця, що були розіграні там само.

## Нотатки
- a  Оскар Тікас із Сальвадора посів четверте місце на Панамериканському чемпіонаті і таким чином здобув квоту. Але в його сечі, взятій на рейтингових змаганнях у Гватемалі, виявили заборонену речовину. Таким чином олімпійську лізензію збірної Сальвадору передали кубинцю Адріану Пуентесу.[3]